# Zé Baiano
Zé Baiano, pseudônimo de José Aleixo Ribeiro da Silva (Chorrochó, c. 1900 – Frei Paulo, 7 de junho de 1936), foi um cangaceiro que integrou o bando de Lampião.

## Biografia

### Atuação no cangaço
Lampião e seu bando invadiram Alagadiço pela primeira vez em 1930, arrombando casas e roubando pertences dos moradores. Pelo povoado estar em uma posição estrategicamente privilegiada, e por não contar com destacamento reforçado de polícia, os cangaceiros transitavam livremente pela região. Lampião voltou mais três vezes à Alagadiço; na segunda ocasião, procurou o coiteiro Antônio de Chiquinho, querendo informações sobre um destacamento policial que perseguia seu bando.
A última visita de Lampião ao povoado foi em 1934, quando deixou Zé Baiano no comando da região. Acompanhado de seus comparsas Demudado, Chico Peste e Acelino, ele aterrorizou a localidade, cometendo atrocidades, saqueando e impondo sua própria lei em Frei Paulo e vizinhanças. O bando costumava esconder-se da polícia nas casas de fazendeiros, ou então na mata.
Conhecido por sua crueldade, tinha o costume de marcar com um ferro em brasa as iniciais "JB" no rosto ou no púbis de mulheres de cabelo curto ou por estarem usando vestidos cujo comprimento ele considerava inconveniente, passando a ser conhecido por isso como o "ferrador de gente". 
O caso mais conhecido da brutalidade de Zé Baiano foi contra sua companheira Lídia, tida como a mais bela das cangaceiras, ela teve um caso extraconjugal com o cangaceiro Bem-te-vi, presenciado por Coqueiro, outro cangaceiro do bando, ele teria contado a Zé Baiano pois ela o   teria rejeitado depois de querer participar do ato, Lídia admitiu a traição, Coqueiro foi morto por Lampião pois este não perdoava delatores, Bem-te-vi fugiu, Lídia pediu clemência a Lampião e Maria Bonita que não interferiram, Zé Baiano amarrou Lídia em um umbuzeiro, á deixou ali a noite toda até que ele decidisse o que faria, e a matou á pauladas ao amanhecer do dia. Ela foi sepultada por ele próprio naquele local.
Devido à cor de sua pele, foi apelidado também de "pantera negra dos sertões".

### Morte
Cansado de ser perseguido pelos policiais devido ao envolvimento com o cangaço, o coiteiro Antonio de Chiquinho armou uma emboscada para Zé Baiano e os demais cangaceiros, num povoado do município de Frei Paulo. Durante uma entrega de alimentos em 7 de julho de 1936, acompanhado dos conterrâneos Pedro Sebastião de Oliveira (Pedro Guedes), Pedro Francisco (Pedro de Nica), Antônio de Souza Passos (Toinho), José Francisco Pereira (Dedé) e José Francisco de Souza (Biridin), Antônio deu fim a Zé Baiano e seu bando. 
Antonio de Chiquinho manteve segredo do fato durante quinze dias, temendo represálias de Lampião. O cangaceiro, contudo, decidiu não se vingar após ser convencido por Maria Bonita que o empreendimento poderia ser perigoso, pois o povoado contava com a presença de um canhão.